# 中田順子
中田 順子（なかた じゅんこ、1965年1月11日 - ）は、日本の女性声優。

## 人物紹介
- 主にPCゲームやコンシューマーゲーム作品、ゲームが原作のアニメなどで活躍。
- 少女役が多いが、一つの作品内で二役を担当したり個性的な性格を演じ分けることができる。
- 猫好きでキジ白模様の猫を飼っていた。自身のブログで動画や画像付きで紹介していたが、その愛猫が2010年10月15日に天寿を全うした。

## 出演
太字はメインキャラクター。

### テレビアニメ
- 月は東に日は西に 〜Operation Sanctuary〜（2004年、天ヶ崎美琴[1][3][注 1]）
- この青空に約束を―〜ようこそつぐみ寮へ〜（2007年、六条宮穂[1][4]）

### OVA
- _summer（2006年、海津沙奈[1]）

### ゲーム
2007年
- この青空に約束を― -melody of the sun and sea-（六条宮穂）
- 萌え萌え2次大戦(略)（マーリン、ラン）

2008年
- 萌え萌え2次大戦(略)☆デラックス（マーリン、ラン）
- 白銀のソレイユ-Contract to the Future《未来への契約》-（村上珠子）

2009年
- 不確定世界の探偵紳士〜悪行双麻の事件ファイル〜（サファイア、優希）
- 萌え萌え2次大戦(略)☆ウルトラデラックス（マーリン、ラン）
- 桃華月憚 -光風の陵王-（白川明日菜）

2011年
- 三極姫〜三国乱世・覇天の采配〜（田豊元皓、賈駆文和）

2012年
- 戦極姫3〜天下を切り裂く光と影〜（宇佐美定満、虎綱春日、羽柴秀吉）※PSP版
- オレは少女漫画家（羽鳥ヒスイ）

2017年
- 侵攻のオトメギアス

2020年
- PORTE MIRAGE（スカーレット、ライム）

### ドラマCD
- サウンドシアター あらしのよるに（2006年）
- _summer ドラマCD プロローグ編（2006年、海津沙奈）
- もんかな和風2（2011年）
- 走れ！昴くん -起/傷/旋/想/嵐-（2011年 - 2012年、マコ）
- いっしょにいるの! 〜inverno notturno〜（2013年、風花つとめ[10]）
- てんとう虫アパートメント（2013年 - 2014年、小沢蛍子）
  - Vol.2 ～四つ葉のクローバー～（2013年[11]）
  - Vol.4 ～友情の導火線～（2014年[12]）

### ラジオ
- アンタッチャブルザムライ（和風曲芸サイト）

## ディスコグラフィ

### キャラクターソング
| 発売日        | 商品名                                                                          | 歌                   | 楽曲             | 備考                                                          |
| ------------- | ------------------------------------------------------------------------------- | -------------------- | ---------------- | ------------------------------------------------------------- |
| 2007年6月20日 | この青空に約束を―〜ようこそつぐみ寮へ〜 Character Song CD Series Vol.4 六条宮穂 | 六条宮穂（中田順子） | 「オレンジの空」 | テレビアニメ『この青空に約束を―〜ようこそつぐみ寮へ〜』関連曲 |